# Hylomantis
Genre
Hylomantis est un genre d'amphibiens de la famille des Phyllomedusidae.

## Répartition
Les deux espèces de ce genre sont endémiques du Nord-Est du Brésil.

## Liste des espèces
Selon Amphibian Species of the World (21 avril 2016) :
- Hylomantis aspera (Peters, 1873)
- Hylomantis granulosa (Cruz, 1989)

## Taxinomie
Hylomantis Peters, 1880 nec Peters, 1873 est un synonyme de Litoria Tschudi, 1838.

## Publication originale
- Peters, 1873 "1872" : Mittheilung über eine, zwei neue Gattungen enthaltende, Sammlung von Batrachiern des Hrn. Dr. O. Wucherer aus Bahia, so wie über einige neue oder weniger bekannte Saurier. Monatsberichte der Königlich Preussischen Akademie der Wissenschaften zu Berlin, vol. 1, p. 768-776 (texte intégral).